# Ісянгуловська сільська рада
Ісянгу́ловська сільська рада (рос. Исянгуловский сельский совет) — муніципальне утворення у складі Зіанчуринського району Башкортостану, Росія. Адміністративний центр — село Ісянгулово.

## Населення
Населення — 8380 осіб (2019, 8392 в 2010, 8163 в 2002).

## Склад
До складу поселення входять такі населені пункти:
| Населений пункт    | Населення, осіб (2002) | Населення, осіб (2010) |
| ------------------ | ---------------------- | ---------------------- |
| Аютово, присілок   | 161                    | 129                    |
| Ісянгулово, село   | 7441                   | 7418                   |
| Новопавловка, село | 374                    | 649                    |
| Янгі-Юл, присілок  | 187                    | 196                    |